# Zenillia lepida
Zenillia lepida là một loài ruồi trong họ Tachinidae.